# Gerhard Leinss
Gerhard Leinss (* 1956) ist ein deutscher Japanologe.

## Leben
Nach einer ausgedehnten Reise durch Asien studierte er Ende der 1970er Jahre Japanisch und Chinesisch an der Sophia-Universität in Tokyo. Formell ausgebildet wurde er an der Universität Tübingen, wo er das Studium der Japanologie und Sinologie 1985 mit dem Magister Artium abschloss und 1993 promoviert wurde. Seit 1986 war er in Lehre und Forschung tätig, zunächst in Tübingen, später an der Universität Trier, der Universität Hamburg, der Humboldt-Universität zu Berlin und am Institut für Ostasienkunde der Universität Cambridge (2010–2014), wo er als Senior Research Fellow (2012–14) dem Needham Research Institute angegliedert war. In den Jahren 2014–19 war er Gastprofessor am Seminar für Ostasienstudien der Humboldt-Universität zu Berlin.
Seine Forschungsschwerpunkte sind Kultur- und Geistesgeschichte Japans im ostasiatischen Kontext.

## Schriften (Auswahl)
- Yamaga Sokōs „Kompendium der Weisenlehre“. Ein Wörterbuch des neoklassischen Konfuzianismus im Japan des 17. Jahrhunderts. Wiesbaden 1989, ISBN 3-447-02966-8.
- Japanische Anthropologie. Die Natur des Menschen in der konfuzianischen Neoklassik am Anfang des 18. Jahrhunderts. Jinsai und Sorai. Wiesbaden 1995, ISBN 3-447-03781-4.
- als Herausgeber mit Michael Kinski, Matthew Königsberg, Markus Rüttermann und Harald Salomon: En – Nexus. Japanische Episoden übersetzt für die Ökumene. Klaus Kracht zu Ehren aus Anlaß seiner Emeritierung. Wiesbaden 2013, ISBN 978-3-447-10038-0.